# Thoard
Thoard település Franciaországban, Alpes-de-Haute-Provence megyében. Lakosainak száma 741 fő (2022. január 1.). Thoard Barras, Le Castellard-Mélan, Champtercier, Digne-les-Bains, Entrepierres, La Robine-sur-Galabre, Hautes-Duyes, Sourribes és Volonne községekkel határos.

## Népesség
A település népessége az elmúlt években az alábbi módon változott:
| Lakosok száma | 395  | 487  | 564  | 701  | 730  | 723  | 723  | 748  | 738  | 741  |
|               | 1968 | 1982 | 1990 | 2006 | 2013 | 2015 | 2017 | 2019 | 2020 | 2022 |